# Puntius chelynoides
Puntius chelynoides és una espècie de peix de la família dels ciprínids i de l'ordre dels cipriniformes. Poden assolir fins 66 cm de longitud total.
Es troba a l'Índia i Nepal.